# 압둘 하미드
모하메드 압둘 하미드(벵골어: মোহাম্মাদ আবদুল হামিদ, 1944년 1월 1일~)는 방글라데시의 정치인으로 방글라데시의 16대 대통령으로 재임하였다. 그는 2013년 4월 첫 임기에 당선되었고, 2018년 두 번째 임기에 재선되었다. 2009년 1월부터 2013년 4월까지 국회의장을 지냈다. 2013년 3월 질루르 라만이 사망한 후 대통령 권한대행을 맡았으며, 2013년 4월 22일 대통령으로 선출되었다.
그는 방글라데시 역사상 가장 오래 재임한 대통령이다.

## 어린 시절 및 교육
하미드는 미타마인 우파질라의 카말푸르 마을에서 타예부딘과 토미자 카툰의 아들로 태어났다. 그는 마을 초등학교에서 조기 교육을 시작했다. 초등교육을 마친 뒤 바이라브 바이라브푸르에 있는 친척집에 갔다가 중등교육을 위해 바이라브 케이비 시범고등학교에 입학했다. 하미드는 키쇼레간지구에 있는 구루다얄 주립 대학교에서 I.A.와 B.A.를 통과했다. 그는 현재 다카 대학교 부속인 센트럴 로스쿨에서 LL.B. 학위를 취득했다. 그 후 그는 키쇼레간지구 바의 옹호자로 합류했다. 1990년부터 1996년까지 5차례에 걸쳐 키쇼레간지구 지방변호사회 회장을 지냈다.

## 대통령직
2013년 3월 14일 질루르 라만 대통령이 싱가포르에 입원해 있는 동안 방글라데시의 대통령 권한대행을 맡았다. 질루르 라만은 6일 후에 사망했다. 2013년 4월 22일, 하미드는 무반대 대통령으로 선출되었다. 그는 4월 24일 취임 선서를 했고, 2018년 2월 7일 무반대표로 재선되었다.
하미드는 유엔이 관리하는 인도주의적 회랑을 로힝야족을 위해 미얀마에 설치할 것을 제안했다.

## 사생활
하미드는 1964년부터 라시다 하미드와 결혼했다. 그들은 함께 3명의 아들과 1명의 딸을 두었다.